# Seddera bagshawei
Seddera bagshawei är en vindeväxtart som beskrevs av Alfred Barton Rendle. Seddera bagshawei ingår i släktet Seddera och familjen vindeväxter. Inga underarter finns listade i Catalogue of Life.